# Fisher's Grant 24G
Fisher's Grant 24G är ett reservat i Kanada.   Det ligger i provinsen Nova Scotia, i den östra delen av landet, 1 000 km öster om huvudstaden Ottawa.
Runt Fisher's Grant 24G är det mycket glesbefolkat, med 6 invånare per kvadratkilometer.